# S/2003 J16
S/2003 J16 is een maan van Jupiter die is ontdekt door Brett J. Gladman et al. De maan is ongeveer 2 kilometer in doorsnede en draait om Jupiter met een baanstraal van 21,097 Gm in 622,88 dagen.